# Galeoides decadactylus
Galeoides decadactylus är en fiskart som först beskrevs av Bloch, 1795.  Galeoides decadactylus ingår i släktet Galeoides och familjen Polynemidae. Inga underarter finns listade i Catalogue of Life.